# Ruta Estatal de Nevada 759
La Ruta Estatal de Nevada 759, y abreviada SR 759 (en inglés: Nevada State Route 759) es una carretera estatal estadounidense ubicada en el estado de Nevada. La carretera inicia en el Oeste desde la US 395     en Minden hacia el Este en la Heybourne Road al norte de Minden. La carretera tiene una longitud de 1,6 km (1.004 mi).

## Mantenimiento
Al igual que las autopistas interestatales, y las rutas federales y el resto de carreteras estatales, la Ruta Estatal de Nevada 759 es administrada y mantenida por el Departamento de Transporte de Nevada por sus siglas en inglés Nevada DOT.